# Gil d'Assís
Gil d'Assís (Assís, Úmbria, ca. 1190 - Monteripido, Perusa, 23 d'abril de 1262) fou un dels primers companys de Francesc d'Assís. És venerat com a beat per l'Església catòlica.

## Biografia
Gil o Egidi, fou el tercer company que marxà amb Francesc d'Assís, després de Bernardo di Quintavalle i Pietro Cattani. Mentre que aquests eren de família benestant i ben educats, i deixaren llurs fortunes per unir-se al Poverello i viure com ell, retirats a la Porziuncola en una cabana, menjant pa i olives i dedicats a la pregària i la predicació, Gil era de família humil i analfabet, i només posseïa la capa que duia.
S'uní a Francesc el 23 d'abril de 1208; amb Francesc, va destacar per la seva passió per predicar, viatjar i treballar: sempre que podia predicava als pagesos de la regió i cercava aliments per als altres germans. Volgué instruir-se i n'aprengué acompanyant Bernat en la predicació.
La primavera del 1209, amb altres companys, acompanyà Francesc a Roma, on el papa Innocenci III aprovà la primera regla dels frares menors. En 1212-1213 feu un pelegrinatge a Santiago de Compostela, a San Michele al Gargano, a San Nicola de Bari i a Terra Santa.
Per dur a terme el precepte de Francesc de predicar mitjançant les accions i el comportament, Gil predicava amb l'ajut de la mímica, especialment quan ho feia a persones d'altres llengües; el mètode sorprenia i en alguns casos va provocar incomprensió de les autoritats eclesiàstiques. L'octubre de 1226, ell i Bernat acompanyaren Francesc al llit de mort i aquest, ja cec, el beneí abans que a Bernat (que l'havia de precedir per ésser el franciscà més antic, ja que Cattani era mort). Gil morí al convent franciscà de Monteripido, a Perusa.
En les cròniques franciscanes, Gil era el germà treballador i clar, portador de joia. Una llegenda sense fonament, que es troba als Fioretti, diu que el rei Lluís IX de França anà a Perusa com a pelegrí expressament per conèixer-lo, i que un cop el trobà, s'estigué amb ell una bona estona, sense que ningú parlés. En 1777, Pius VI en confirmà com a beat.

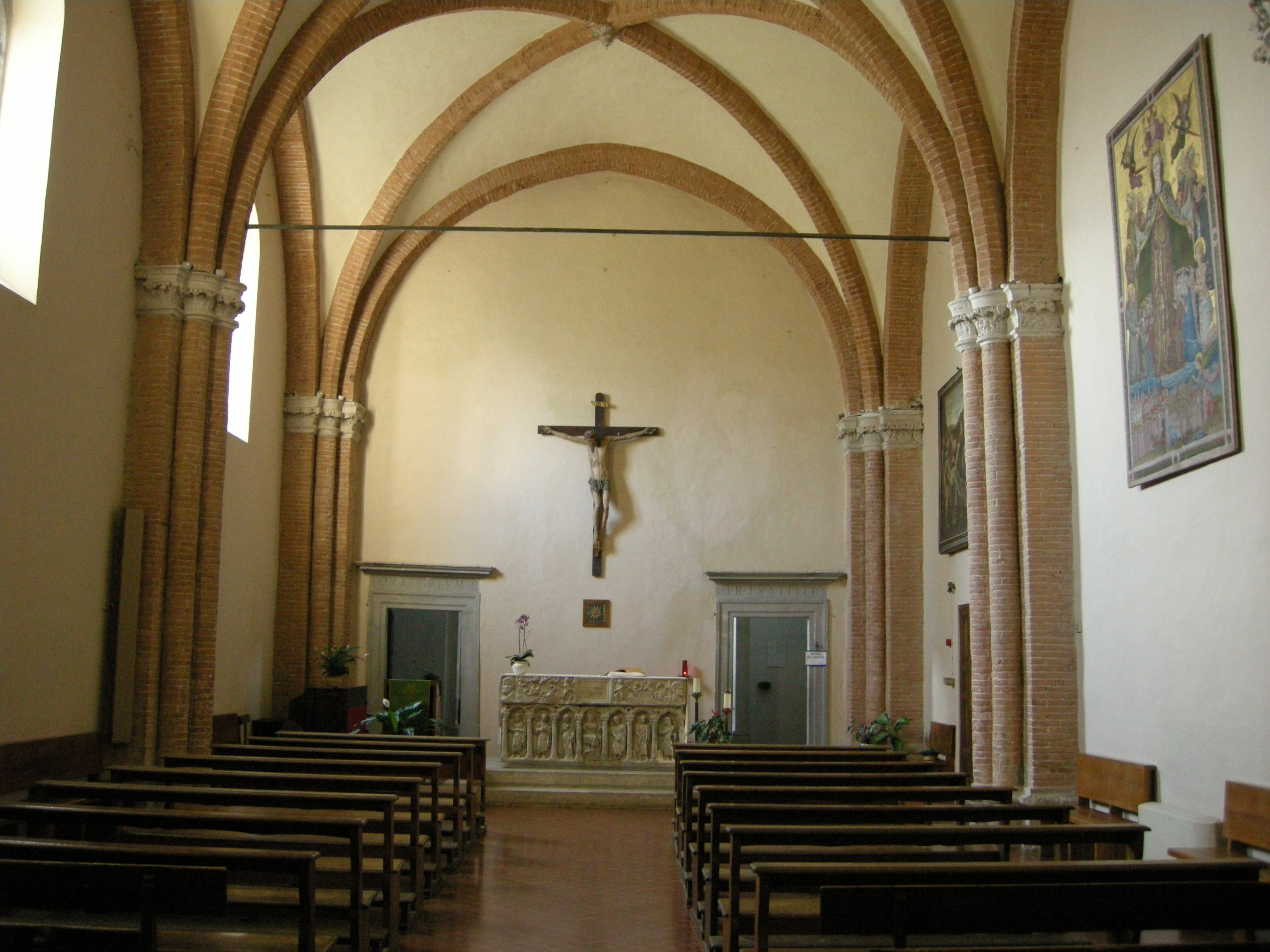
Oratori de San Bernardino (Perusa)
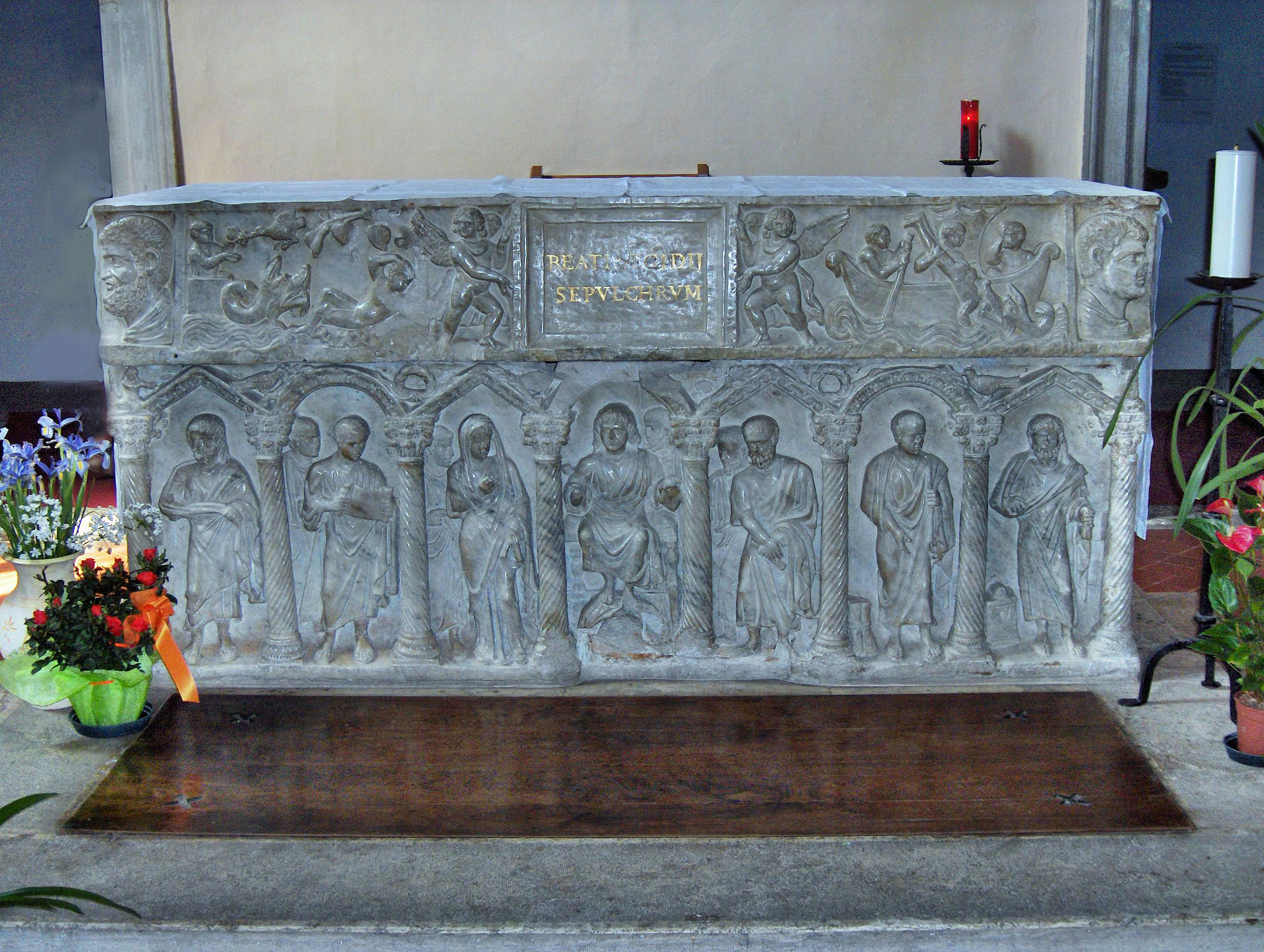
Sepulcre del beat Gil, en un antic sarcòfag del s. IV
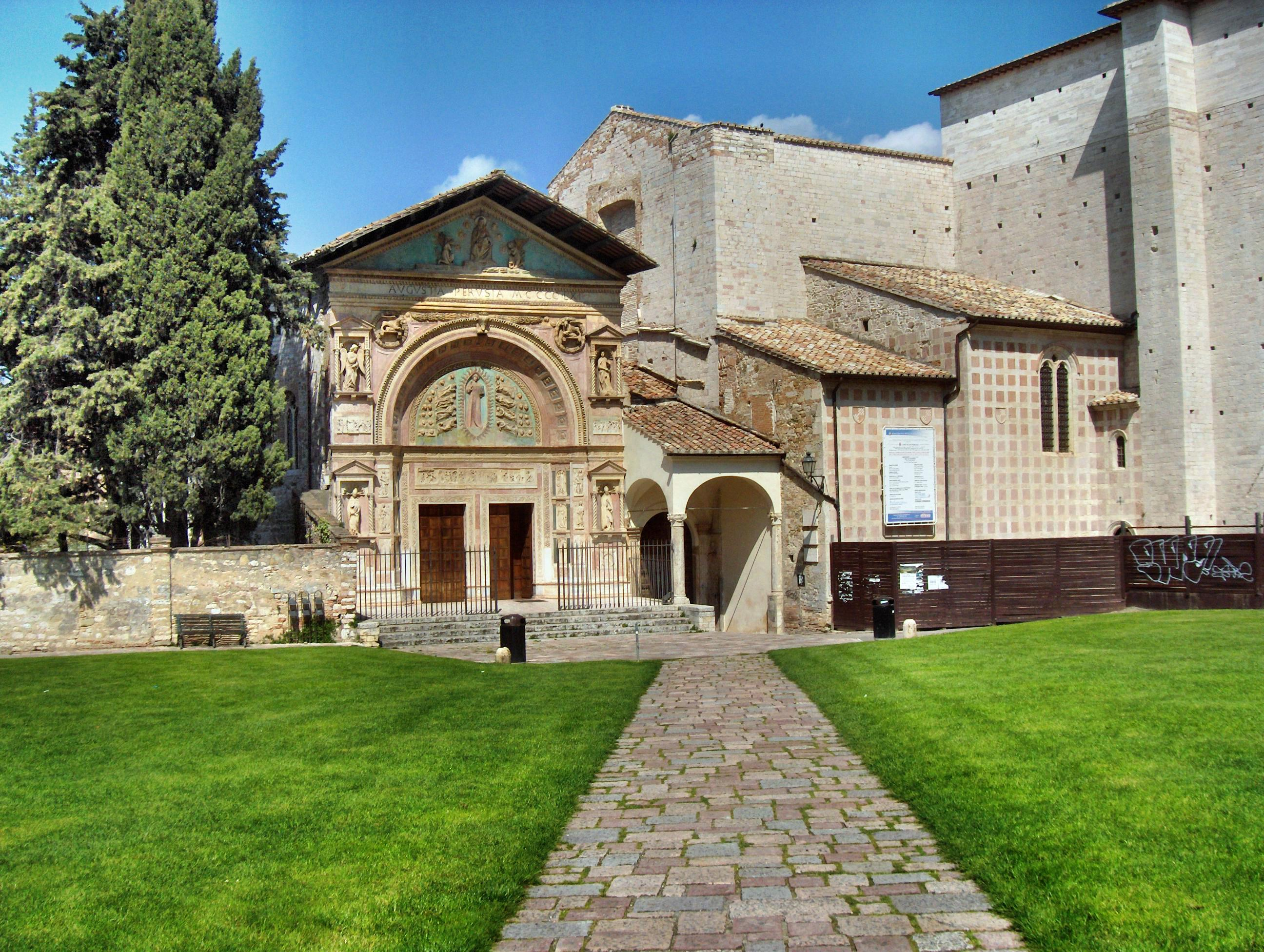
Oratori de San Bernardino a Perusa